# 加藤善博
加藤 善博（かとう よしひろ、1958年10月7日 - 2007年4月27日）は、日本の俳優。サイプロダクションに所属。
本名は同じ。秋田県出身。

## 概要
身長174cm。体重62kg。B:92、W:82、H:94cm。血液型A型。趣味は音楽鑑賞。特技はイラスト。好きな色は青。秋田県立由利工業高等学校卒業。
蜷川幸雄演出の舞台『下谷万年町物語』でデビュー。1983年の映画『家族ゲーム』では生徒が受験する志望高校を事務的に決めたがる体育教師役、1992年のテレビドラマ『愛という名のもとに』では部下を職場いじめ・パワーハラスメントで責める杉本課長役など、クセのある悪役を多数演じ、個性派俳優として映画・テレビドラマ・舞台と幅広く活動していたが、2007年4月27日、東京都渋谷区内の公園で首吊り自殺。48歳没。唐沢俊一、田中要次、前川麻子らが哀悼のコメントを表した。

## 出演

### テレビドラマ
- 大都会 PARTIII 第4話「吠えるショットガン」（1978年、日本テレビ）
- 御宿かわせみ 第2シリーズ 第19話「狐の嫁入り」（1983年、NHK）
- 特捜最前線 第363話「獄中からのラブレター!」（1984年、テレビ朝日）
- うちの子にかぎって… 第4話（1985年、TBS） - 五十嵐一郎
- 3年B組金八先生（1985年 - 1987年、TBS） - 河田
  - スペシャルIV
  - スペシャルV
  - スペシャルVI
- 痛快!OL通り（1986年、TBS）
- 澪つくし（1985年、NHK） - 今西
- 西田敏行の泣いてたまるか 第8話「父ちゃんはタクシードライバー」（1986年、TBS）
- 独眼竜政宗（1987年、NHK） - 白石宗直
- まんが道 青春編 (1987年、NHK)
- 親子ジグザグ（1987年、TBS） - 酒井巡査
- 家庭の問題（1988年1 - 1989年、TBS）
- 奇妙な出来事「出会い」（1989年、フジテレビ）
- 自由の丘に私が残った（1990年、テレビ朝日）
- 牟田刑事官事件ファイル13（1990年、テレビ朝日） - 藤田徹
- 世にも奇妙な物語「そこではお静かに」（1991年11月21日、フジテレビ系）
- 愛という名のもとに（1992年、フジテレビ） - 杉本課長（チョロの上司） 役
- 火曜サスペンス劇場「フルムーン旅情ミステリー6・断崖」（1992年4月、日本テレビ/プロジェクトエー） - 細野雅弘
- 二十歳の約束（1992年、フジテレビ） - 犬飼刑事
- 素晴らしきかな人生（1993年、フジテレビ） - 大河内渉
- この世の果て（1994年、フジテレビ） - 二村浩一
- 君といた夏（1994年、フジテレビ） - 企業の部長
- 総務課長戦場を行く!（1994年、フジテレビ）
- 星の金貨（1995年、日本テレビ）
- 部屋においでよ（1995年、TBS） - 立川 役
- 金田一少年の事件簿SP（1995年、日本テレビ） - 高田洋一
- みにくいアヒルの子（1996年、フジテレビ） - 美容室の店長
- ひとつ屋根の下2（1997年、フジテレビ） - 中川誠次
- ボディーガード（1997年、テレビ朝日） - ヤクザ　水島
- ぼくらの勇気 未満都市（1997年、日本テレビ） - 息子を探す自衛隊員
- 聖者の行進（1998年、TBS） - 安西康雄
- Days（1998年、日本テレビ） - 富樫
- 傷だらけの女（1999年、フジテレビ系）
- 美少女H3「少女たちの異常体験」 第1作（1999年、フジテレビ）
- 賭事女王 第11話（1999年、フジテレビ） - 鬼麿
- ラブ&ファイト（2001年9月 - 10月、TBS / 共同テレビ）
- こちら第三社会部（2001年） - 佐田秀之
- 坊さん弁護士・郷田夢栄1（2003年） ‐ 藤崎清三
- 十津川警部夫人の旅情殺人推理3（2005年、フジテレビ）
- 鉄道捜査官6（2005年、テレビ朝日）
- 年下のひと（2005年、フジテレビ）
- 監察医・篠宮葉月 死体は語る7（2006年、テレビ東京）

### 映画
- 魔性の夏 四谷怪談より（1981年）
- 家族ゲーム（1983年） - 茂之のクラス担任・大野 役
- 探偵物語（1983年） - 直美を誘う男
- ときめきに死す（1984年） - 車の男
- お葬式（1984年） - 海老原の部下
- メイン・テーマ（1984年） - 四日市始
- ユー・ガッタ・チャンス（1985年） - 林年男
- テラ戦士ΨBOY（1985年） - 現国
- タンポポ（1985年） - 白服の男の部下
- 植村直己物語（1986年） - 村井
- ア・ホーマンス（1986年） - 五木茂
- ビリィ★ザ★キッドの新しい夜明け（1986年） - サンダース軍曹
- 母娘監禁 牝〈めす〉（1987年） - 石川実
- マルサの女（1987年） - 山田
- マルサの女2（1988年） - 山田
- 噛む女（1988年） - 角田祥平
- 花のあすか組!（1988年） - K官
- いこかもどろか（1988年） - 悪徳刑事・平山
- 悲しい色やねん（1988年） - 東上二郎
- バカヤロー!2 幸せになりたい。第四話「女だけトシとるなんて」（1989年） - 大沼洋二
- 六本木バナナ・ボーイズ（1989年）
- パンツの穴 キラキラ星みつけた!（1990年） - 横山大輔
- あげまん（1990年） - 瀬川菊之丞
- 病院へ行こう（1990年） - 榊
- 12人の優しい日本人（1991年） - 陪審員12号
- ミンボーの女（1992年） - 指をつめられる男
- 大病人（1993年） - レントゲン技師
- ドライビング・ハイ！（1993年、セガ・エンタープライゼス） - 三隅達郎
- マルタイの女（1997年）- 劇団プロデューサー
- 絆 -きずな-（1998年） - 岡堀宏
- ピストルオペラ（2001年） - 情報屋の男
- 男女七人蕎麦物語（2003年） - 久米（密かにユリナに恋心をよせるマネージャー）

### 舞台
- クラウド9
- 下谷万年物語
- 近松心中物語
- どん底
- マクベスト
- まぼろし探偵

### CM
- アシックス
- NTTコミュニケーションズ
- カルビー
- キリンビバレッジ 午後の紅茶
- セブン-イレブン
- トヨタ自動車 トヨタ・マークII
- ピンキー
- ホンダ
- プレイステーション FIFAシリーズ
- ライオン
- 龍角散